# Rui Patrício
Rui Pedro dos Santos Patrício (n. 15 februarie 1988, Marrazes⁠(d), Região de Leiria⁠(d), Portugalia) este un fotbalist portughez, care joacă pe post de portar la Atalanta în Serie A. Pe plan internațional, are prezențe la națională pentru Portugalia U16⁠(d), Portugalia U17⁠(d), Portugalia U18⁠(d), Portugalia U19⁠(d), Portugalia U20⁠(d), Portugalia U21⁠(d), Portugalia și Portugalia U23⁠(d).
În 2006, la vârsta de 18 ani, el a debutat la echipa de seniori a lui Sporting, de atunci jucând în peste 300 de meciuri oficiale pentru club.
Patrício a reprezentat Portugalia la două Campionate Europene, și a fost inclus în lotul de 23 de jucători ai selecționatei pentru Campionatul Mondial de Fotbal 2014.

## Statistici
La 4 April 2014.
| Club     | Sezon   | Campionat | Campionat | Cupă    | Cupă   | Cupa Ligii | Cupa Ligii | Europa  | Europa | Altele  | Altele | Total   | Total  |
| Club     | Sezon   | Meciuri   | Goluri    | Meciuri | Goluri | Meciuri    | Goluri     | Meciuri | Goluri | Meciuri | Goluri | Meciuri | Goluri |
| -------- | ------- | --------- | --------- | ------- | ------ | ---------- | ---------- | ------- | ------ | ------- | ------ | ------- | ------ |
| Sporting | 2006–07 | 1         | 0         | 0       | 0      | –          | –          | 0       | 0      | –       | –      | 1       | 0      |
| Sporting | 2007–08 | 20        | 0         | 5       | 0      | 3          | 0          | 8       | 0      | 0       | 0      | 36      | 0      |
| Sporting | 2008–09 | 26        | 0         | 1       | 0      | 3          | 0          | 6       | 0      | 1       | 0      | 37      | 0      |
| Sporting | 2009–10 | 30        | 0         | 3       | 0      | 4          | 0          | 14      | 0      | –       | –      | 51      | 0      |
| Sporting | 2010–11 | 30        | 0         | 2       | 0      | 3          | 0          | 8       | 0      | –       | –      | 43      | 0      |
| Sporting | 2011–12 | 28        | 0         | 6       | 0      | 0          | 0          | 13      | 0      | –       | –      | 47      | 0      |
| Sporting | 2012–13 | 30        | 0         | 1       | 0      | 1          | 0          | 7       | 0      | –       | –      | 34      | 0      |
| Sporting | 2013–14 | 25        | 0         | 0       | 0      | 1          | 0          | 0       | 0      | –       | –      | 26      | 0      |
| Total    | Total   | 190       | 0         | 18      | 0      | 15         | 0          | 56      | 0      | 1       | 0      | 280     | 0      |

## Palmares

### Club
- Taça de Portugal: 2006–07, 2007–08

Finalist: 2011–12
- Supertaça Cândido de Oliveira: 2007, 2008
- Taça da Liga

Finalist: 2007–08, 2008–09

### Individual
- SJPF Player of the Month: April 2011
- SJPF Young Player of the Month: January 2008, April 2009, November 2010, March 2011, April 2011
- LPFP Primeira Liga Goalkeeper of the Year: 2011–12
- Sporting CP Footballer of the Year: 2011, 2012

### Internațional
- Campionatul European de Fotbal: 2016

1. ↑  „Rui Patrício”. Soccerway. Arhivat din original la 5 iunie 2014. Accesat în 19 martie 2014.